# Miren Zabaleta
Miren Zabaleta Telleria (Pamplona, 26 de octubre de 1981) es una política española de ideología independentista vasca.

## Biografía
Miren Zabaleta nació en Pamplona en 1981. Es hija del político y exsecretario general de Aralar Patxi Zabaleta.
Durante sus estudios universitarios fue portavoz de Ikasle Abertzaleak. Se licenció en Derecho en 2006 en la Universidad Pública de Navarra, realizó un Master en Derechos Humanos y Poderes Públicos en 2019 en la Universidad del País Vasco y cuenta con estudios añadidos en violencia de género, mediación penal y grado de filosofía. Se colegió como abogada ejerciente en el Colegio de Abogados de Pamplona el 28 de mayo de 2007. 
Fue detenida el 13 de octubre de 2009 acusada de intentar reconstruir el partido ilegalizado Batasuna junto con otros referentes de la izquierda abertzale y fue condenada por el caso Bateragune a seis años de cárcel, por el delito de integración en organización terrorista. Salió de la prisión de Valladolid el 11 de octubre de 2015. El 6 de noviembre de 2018 el Tribunal Europeo de Derechos Humanos dictaminó que el juicio por el que fue condenada no había sido justo por la falta de imparcialidad de la magistrada que presidía el tribunal.
En enero de 2017 fue elegida coordinadora general y portavoz de Sortu en Navarra. Es madre de una hija desde principios del 2019 y ha trabajado como secretaria de intervención del ayuntamiento de Bertizarana durante los últimos años. En mayo de 2021 fue elegida coordinadora general de EH Bildu en Navarra.